# Művészetterápia
A művészetterápia olyan terápiás módszer, mely a művészet (zene, tánc, mozgás, képzőművészet, dráma, irodalom stb.) kreatív folyamatait a gondolatok és érzések nonverbális kommunikációjára használja. A művészetterápia összehangolja a művészet kifejező eszközeit és a terápiás hatótényezőket, amelyeket a terapeuta egy tervezett folyamaton belül alkalmaz. A művészetterápiához nincs szükség művészi tehetségre, hiszen az esztétikai célokat szolgáló és nem szolgáló művészeti termékek egyaránt hasznosan felhasználhatóak a terápiában. A művészetterápiákban közös a kreativitásra, szabad önkifejezésre, biztonságos és bizalmas környezetre helyezett hangsúly.

## A művészetterápia történeti áttekintése

### A művészet hatása a történelem során
- Az, hogy a művészetek nagy hatással vannak a lélekre és az elmére, sőt képesek gyógyítani, valamint nemesebb állapotba hozni azt, nem új keletű gondolat. A gyógyításhoz és a vele szorosan összefüggő mágiához sokszor kapcsolódott a művészet valamely ága. Az ókori bölcsek, orvosok a zenét nyugtatónak vélték, valamint a kedélybetegek gyógyítására is javasolták.
- Az ókori görög filozófustól, Arisztotelésztől származik a katarzis fogalma, mely a színjáték során a nézőben keltett, majd a történet által levezetett feszültség oldását, megtisztulást jelent. Katarzist azonban nem csak egy színdarab, hanem bármilyen művészeti alkotás is kelthet a kitárulkozás által. A katarzist, mint eszközt nem csak művészetterápiás, hanem egyéb pszichoterápiás célokra is alkalmaznak.
- A reneszánsz idején a képzőművészeti alkotásokat képesnek vélték felemelő érzések, fennkölt érzelmek előidézésére.
- A középkor óta élő elképzelés, hogy a vallási témájú festmények szobrok, épületek a hitet erősítik, további történelmi korokban is megerősítést nyert. A barokk művészet monumentalitása, díszessége eszközként szolgált a katolicizmus népszerűsítésére, hatalmának kiterjesztésére, hiszen szavak nélkül is hatni tudott a szemlélőre, hívekre.
- A felvilágosodás korában a francia elmegyógyintézetekben színdarabokat tanítottak be a pácienseknek, akik aztán eljátszották azokat. Ez lehetett az egyik legkorábban alkalmazott művészetterápia.
- Gyakran hozzák összefüggésbe a pszichiátriai problémákat a művészi tehetséggel. Ennek nem feltétlen van ok-okozati összefüggése, de vannak olyan kutatások, amelyek együttjárást mutatnak az pszichózisok és egyéb betegségek, valamint a tehetség között. A leggyakrabban emlegetettek a mániás depresszió, skizofrénia.[1]

### A mai művészetterápia előzményei
- A századforduló derekán kezdték felismerni, hogy a bezártság és a semmittevés rontja az elmebetegek állapotát, ezért igyekeztek foglalkoztatni őket a intézetek falain kívül és belül. A foglalkozások keretein belül rajzoltak, agyagoztak, gipszet öntöttek a kezelésre szorulók. Ezekre az alkotásokra kezdtek felfigyelni az orvosok, majd elkezdték vizsgálni, gyűjteni őket, hogy többet tudhassanak meg egy-egy kórképről.
- Nemcsak a pszichiátria területéről táplálkozott a művészet terápiás alkalmazásának ideája. Korát megelőzve az 1900-as években egy osztrák művészettanár, Franz Cizek a diákjait spontán önkifejezésre bátorította, majd kiállítást szervezett a művekből, melyek Angliát is bejárták.
- 1922-ben Hans Prinzhorn kiadta a Lelkibetegek művészete című könyvet, amely elmegyógyintézetben elfekvő betegek munkáit tartalmazta.
- Prinzhorn könyve Erich Guttmannt és Francis Reitmant -akik a náci üldözés elől Angliába emigráltak az 1930-as években - inspirálta, hogy Walter Maclay-vel együtt festményeket gyűjtsenek össze kutatás céljából. Edward Adamsont kinevezték bent dolgozó művésznek egy kórházba, hogy a bent lakó betegeket bátorítsa rajzlásra, festésre úgy, hogy nem befolyásolja őket.
- A második világháborúból visszatérő katonák lelki problémáinak megoldására szorgalmazták a művészetekkel való időtöltést.
- Adrian Hill 1945-ben elsőként használta a „művészetterápia” kifejezést az Art Versus Illness (Művészet vagy Betegség) című könyvében. A művészetet időtöltésre használta, míg magát TBC-vel kezelték. Később másokon segített módszerével, főleg a háború során kárt szenvedetteken.

## Művészetterápiás megközelítések[2]

### Aktív
A terápiás folyamaton belül az adott művészeti technikával fejezi ki, illetve jeleníti meg az élményeit a páciens, aki ez esetben résztvevő cselekvő.

### Receptív (befogadó)
A kész műalkotások által a páciensben keltett pszichés hatások átélése, megértése, feldolgozása történik. A befogadó művészetterápián való részvétel minden esetben mintát is jelent az adott művészi kifejezési formára vonatkozóan, amely tapasztalat akár alkalmazható, vagy kipróbálható az aktív művészetterápiás helyzetben.

### Alkotásközpontú (szublimációs)
Az művészeti önkifejezés, és az alkotás folyamata hordozza a terápiás hatást, így az alkotás létrejöttével zárul a terápiás folyamat. Az alkotásközpontú terápiák esetében hangsúlyos lehet az alkotások esztétikai tartalma, mert az elkészült alkotásokat sok esetben kiállításokon/rendezvényeken mutatják be.

### Feldolgozásközpontú (Az alkotást eszközként alkalmazó)
Az alkotás a terapeuta és a páciens kommunikációjának az alapja, akkor az elkészült alkotáshoz kötődik egy megbeszélés, értelmezés, alkotáshoz kötött jelentéstulajdonítás, amely így a szabad asszociáción keresztüli „feldolgozása” az adott művészi kifejezésnek és a benne megjelenő lelki tartalmaknak.

## Művészetterápiás ágak

### Képzőművészet-terápia
A képzőművészet-terápia során a vizuális művészetek eszközeit használják fel, hogy az általuk létrehozott alkotáson keresztül valósulhasson meg a kommunikáció terapeuta és a kliens(ek) között. Az aktív terápia során készíthetnek festményt, rajzot, kollázst, montázst, szobrot, szőttest, fotót stb. illetve ezeknek bármilyen kombinációját. Önkifejezés formájában is történhet alkotás, vagy a terapeuta által adott felhívó jellegű témaválasztás (önarckép, betegségem, élet-út, amitől a legjobban félek, stb.) alapján is.
Az elkészült alkotás egy összetett rendszer, megalkotása egyben rendszerépítés is, mely visszahat az alkotóra, ezáltal elősegíti pszichéjében a rendeződési folyamatokat. Maga az alkotás folyamata is felszabadító, relaxálást segítő, és katarzishoz vezető élmény.
A befogadó képzőművészeti terápia keretében, meglévő képzőművészeti alkotások hatása, és pszichés tükröződése a páciensben, az elemzés és megértés tárgya.

### Zeneterápia
„A zeneterápia olyan eljárás, amely a zenét mint eszközt alkalmazza a megelőzés, a személyiségfejlesztés, önismeret, korrekció, gyógyítás és rehabilitáció területén. A zenehallgatást, a zenélést – bármilyen mély élményt jelentsenek is – nem szabad összekeverni a zeneterápiával. Zeneterápiáról, mint gyógyító módszerről akkor beszélünk, ha a zenét és a zene elemeit célirányos terápia keretein belül eszközként használjuk.”

### Táncterápia
Ebben az esetben a nonverbális kifejezésmód eszközei a mozdulatok gesztusok, taglejtések, lépések, tehát nem szigorúan véve tánclépésekről beszélünk, tehát elsősorban aktív terápia.
Hasonlóan a többi művészetterápiához a táncterápiára is jellemző, hogy a humanisztikus és pszichoanalitikus pszichológiai irányzatokhoz áll közel. Kialakulásához elengedhetetlen volt a modern mozgás- és táncirányzatokat művelő táncosok azon igénye, hogy kifejezzék az individualitáson túl az egyetemes emberi létezéssel járó érzéseket, küzdelmeket, félelmeket. Tehát egész személyiségükkel táncoljanak: ez a gondolat él tovább a különböző tánc-és mozgásterápiák módszereiben.

### Drámaterápia
Az aktív színjátszó terápia egy csoportos közvetlen alkotási/önkifejezési forma, lehet megírt darab eljátszásán keresztüli kifejezési forma, de lehet az, hogy a tagok kreatív írásaira épül a színházterápia, vagy teljesen improvizatív. A játékos fegyelmezett felkészülése során - a színházterápia biztonságos terében - keresi az érzelmek egyéniségen keresztüli kreatív kifejezését.
A darabválasztás lehetőséget ad arra, hogy a tagokat foglalkoztató kérdéseket - a darab értelmezése során - lélektanilag átdolgozzák a résztvevők, és a darab figuráinak megformálásában/eljátszásában megéljenek helyzeteket/állapotokat, illetve akár a színészmesterség eszközeivel gazdagítsák a tagok egyéni szereprepertoárjukat, amit a mindennapi életben is tudnak alkalmazni.
A színjátszó terápia alkalmas szocializáló funkciót is betölteni. Időnként nézők előtt játszódik a színházterápia, de soha nem a nézőknek szól. A színházi munkában létrejövő katarzis segíti a belső élmények újrarendezését. A színházterápia révén, a betegség vagy megélt élmények, a hiteles cselekvés elérése érdekében hasznosítható eszközzé válhatnak.
A befogadó (receptív) színjátszó terápia keretében, színházi, táncdarabok, illetve performance alkotások megélése, ahol a hatása és a pszichés tükröződése a páciensben, az elemzés és megértés tárgya. A befogadó színjátszó terápián való részvétel mintákat is jelent az aktív önkifejezés színházi megjelenítéséhez.
A drámaterápia a színjátszás terápiás lehetőségeire épít, klasszikus művészetterápiás műfaj, pszichodráma ezzel szemben a dráma mint a líra és az epika melletti irodalmi műnem szöveghez kötöttsége helyett a színjátszás technikáját teszi meg a terápiás tevékenység kiindulópontjául.

## A művészetterápia alkalmazása
- A művészetterápia nem csak mint pszichológiai fejlesztés vagy terápia nem csak gyógyuláshoz, rehabilitációhoz lehet igénybe venni, hanem mint szolgáltatást az önismeret fejlesztésére, közösségépítésre, önkifejezésre. Jótékonyak ugyanis az elsődleges és másodlagos megelőzésben, bár a társadalombiztosítás nem támogatja.
- A legtöbb művészetterápia csoportban zajlik, ugyanis a csoport közege, kommunikációs rendszere és légköre támasz és erőforrás a benne lévők számára.[6]
- Lehetséges egyéni terápia is, amennyiben speciális terápiás cél megkívánja, vagy különleges programban vesz részt a kliens.
- A művészetterápiák általában a keletkező élmények tudatosítását és integrálását is segítik, mindig kapcsolódik hozzájuk tehát önmegfigyelés és meditáció is.
- Ha más pszichológiai gyógymód vagy fejlesztés kiegészítője a művészetterápia, akkor a benne keletkező élmények mélyebb feldolgozása és felhasználása az alapvető technikai módszerben (pl. egyéni pszichoterápia vagy a pszichodráma stb.) történik.

### Felhasználási területek példái
- Egyéni pszichoterápia kiegészítője
- Egyéni és csoportos alkalmazás pszichoszomatikus orvoslásban
- Önismereti csoport eszköze
- Gyász, lelki trauma feldolgozására (pl.: kreatív-expresszív művészetterápia)
- Erős érzelmi gátoltság oldására (pl.: receptív zene, dráma terápia)
- Hivatási fejlesztés, "coaching" (pl.: tánccal, zenével, szerepjátékkal motivációk kialakítása)
- Tréningek módszere
- Egyéni fejlődés, egyéni önismeret
- Érzelemkifejezés
- Bentlakásos intézményben és gyerekeknél szocializációs funkció elősegítése
- Készségfejlesztő, edukatív funkció elősegítése (kommunikációs készség, együttműködési készség)